# Panoptikum

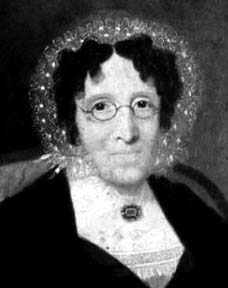
Marie Tussaud, a világ első viasz-múzeumának, azaz panoptikumának létrehozója

A panoptikum olyan kiállítás, ahol híres történelmi és kortárs emberek viaszfigurái tekinthetőek meg. (Maga a panoptikum szó a görög pan – „minden” és optikum – „látvány” – szavakból tevődik össze.) A világon a leghíresebb panoptikum Madame Tussaud panoptikuma a londoni Baker Streeten (vannak állandó kiállításai Amszterdamban, Berlinben, Koppenhágában, New Yorkban, Las Vegasban, Sanghajban és Hongkongban is.)
A panoptikum Philippe Curtius svájci orvos találmánya volt az 1770-es években. Az ő tanítványa volt Marie Tussaud, aki 1835-ben megalapította a híres Madame Tussaud panoptikumot.
Magyarországon először a Budai Várnegyedben nyílt panoptikum a nyolcvanas évek végén, ezt azonban 1996-ban be kellett zárni, mert a helyiség páratartalma nem volt megfelelő a figuráknak.

## A viaszfigurák elkészítése
A viaszfigurákat aprólékos munkával készítik el, először alapos méréseket végeznek a portréalanyról, és ezek, valamint fényképek segítségével a szobrász agyagból megformálja a fejet. Erről gipszlenyomatot készítenek, ebben öntik ki természetes és petróleumalapú viasz keverékével a fejet.
Ezután a szobrász elkészíti a végtagokat is, illetve mindazokat a testrészeket, amelyek kilátszanak majd a ruhából. Mikor a fej megszilárdult, apró finomításokat végeznek rajta. Ezt követően egy különleges tű segítségével szálanként viszik fel a fejre a hajat, szempillákat és egyéb szőrzetet. A szemeket orvosi üvegszemekből készítik el, a fogakat porcelánból. Végül áttetsző festékkel színezik a viaszfigura bőrét a portréalanyéhoz hasonló árnyalatúra. 
Ezt követően kerül sor a figura felöltöztetésére. Rendszerint egy varrónő készíti el a ruhát, de több esetben is előfordul, hogy a megmintázott híresség egy ruháját adományozza erre a célra. Eközben mesteremberek megtervezik és elkészítik a figurához legjobban illő díszletet, olyan részletekre is kiterjedően, mint a megvilágítás.
Az összerakott és felöltöztetett figurán ezután elvégzik a végső simításokat, beállítják a kiállítás helyszínén a kívánt pózba, és elvégzik a végső apró módosításokat.

## Magyarországi panoptikumok
- Budai Vár-barlang panoptikuma
- Történelmi Panoptikum, Keszthely
- A diósgyőri vár panoptikuma
- Az egri vár panoptikuma
- Középkori Börtönmúzeum Panoptikum, Szilvásvárad
- Magyar Történelmi Panoptikum, Tihany
- Magyar Történelmi Panoptikum, Szentendre
- Az Ópusztaszeri Történelmi Emlékpark történelmi panoptikuma
- Magyar királyok viasz mellszobrai találhatóak Esztergomban a Bazilika mellett.
- Báthori Várkastély és Panoptikum, Nyírbátor

## Híresebb külföldi panoptikumok
- Madame Tussaud panoptikuma
- Hollywood Wax Museum

## Képek

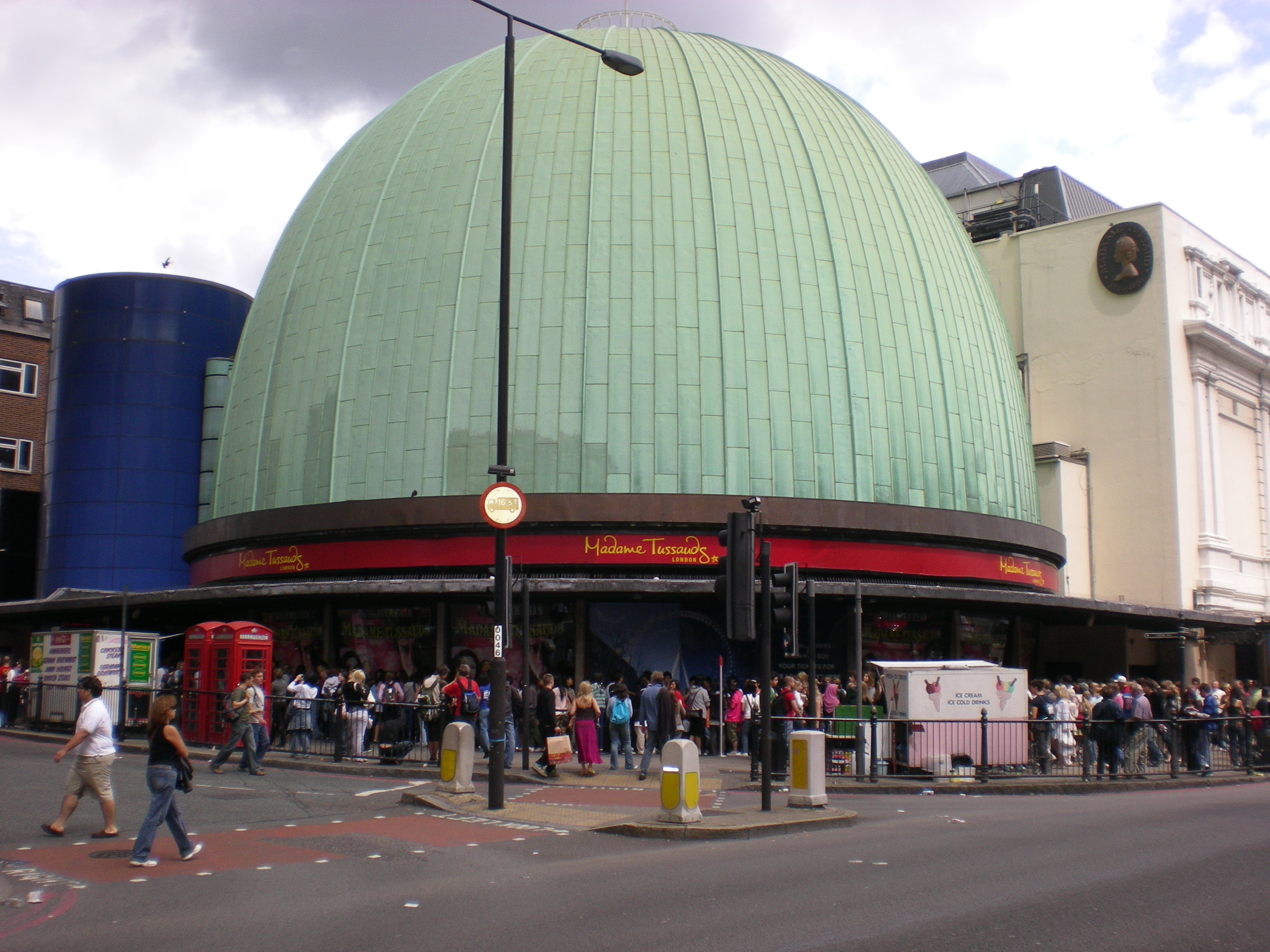
Madame Tussaud világhírű londoni panoptikuma
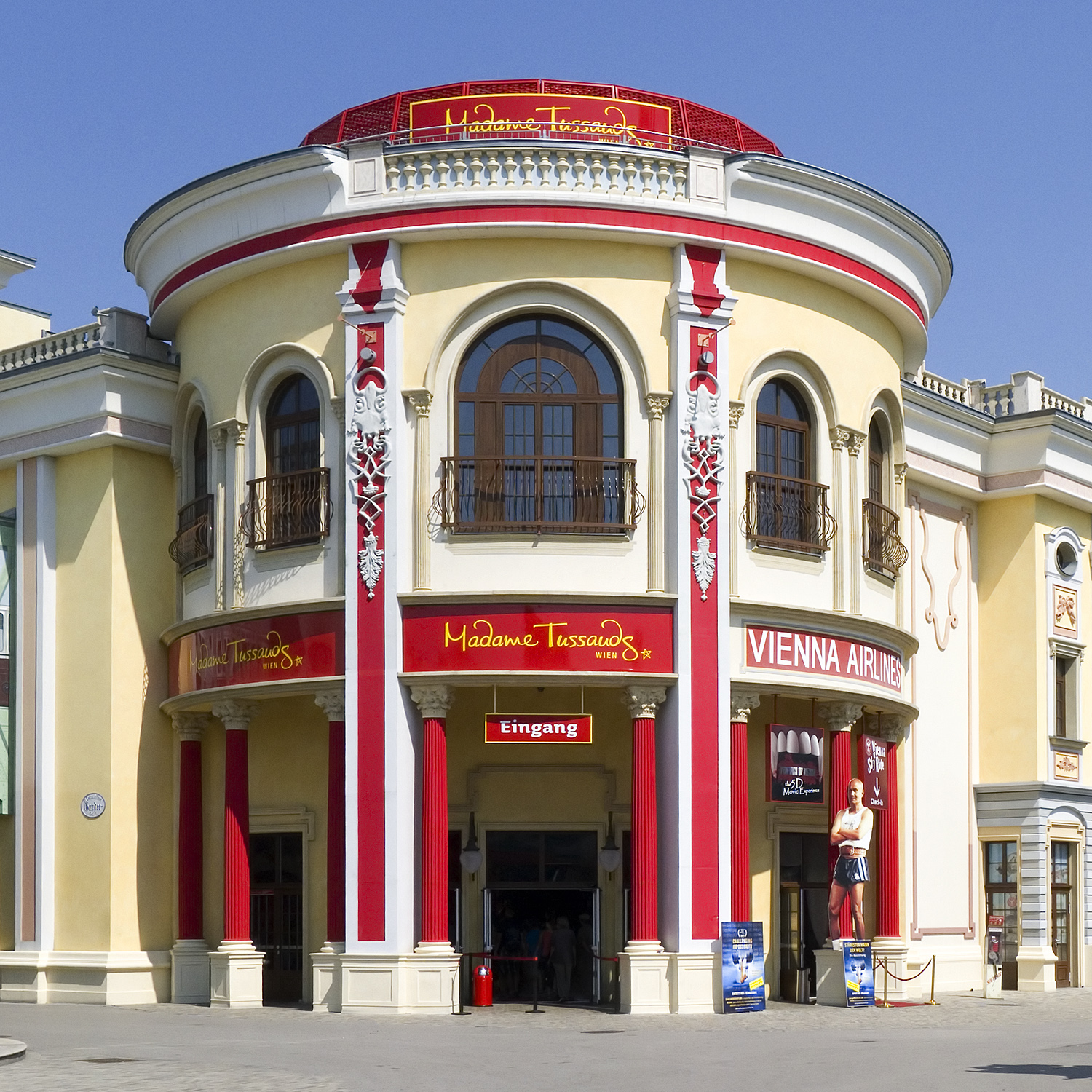
Madame Tussaud bécsi panoptikumának bejárata
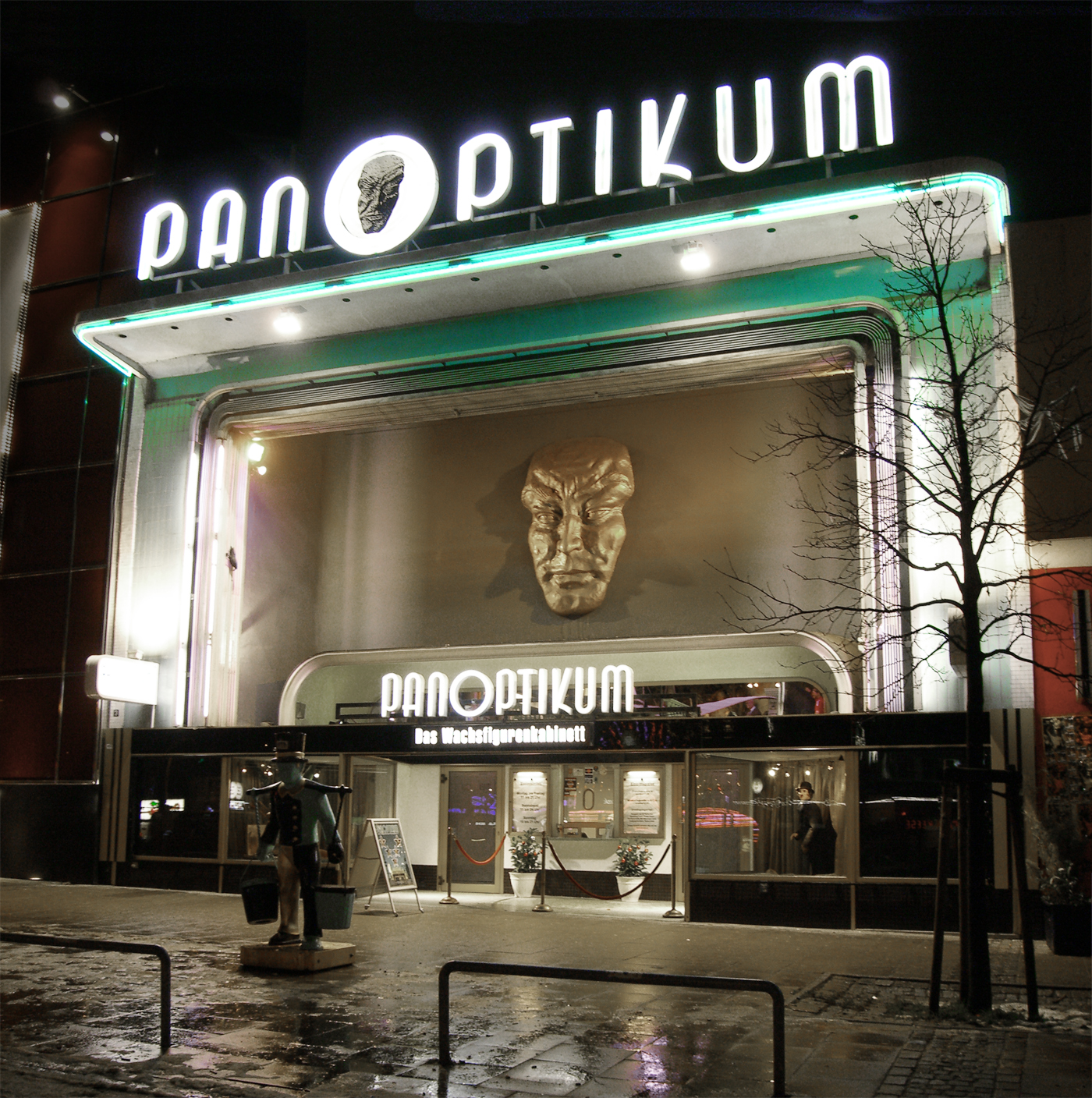
A hamburgi Panoptikum bejárata
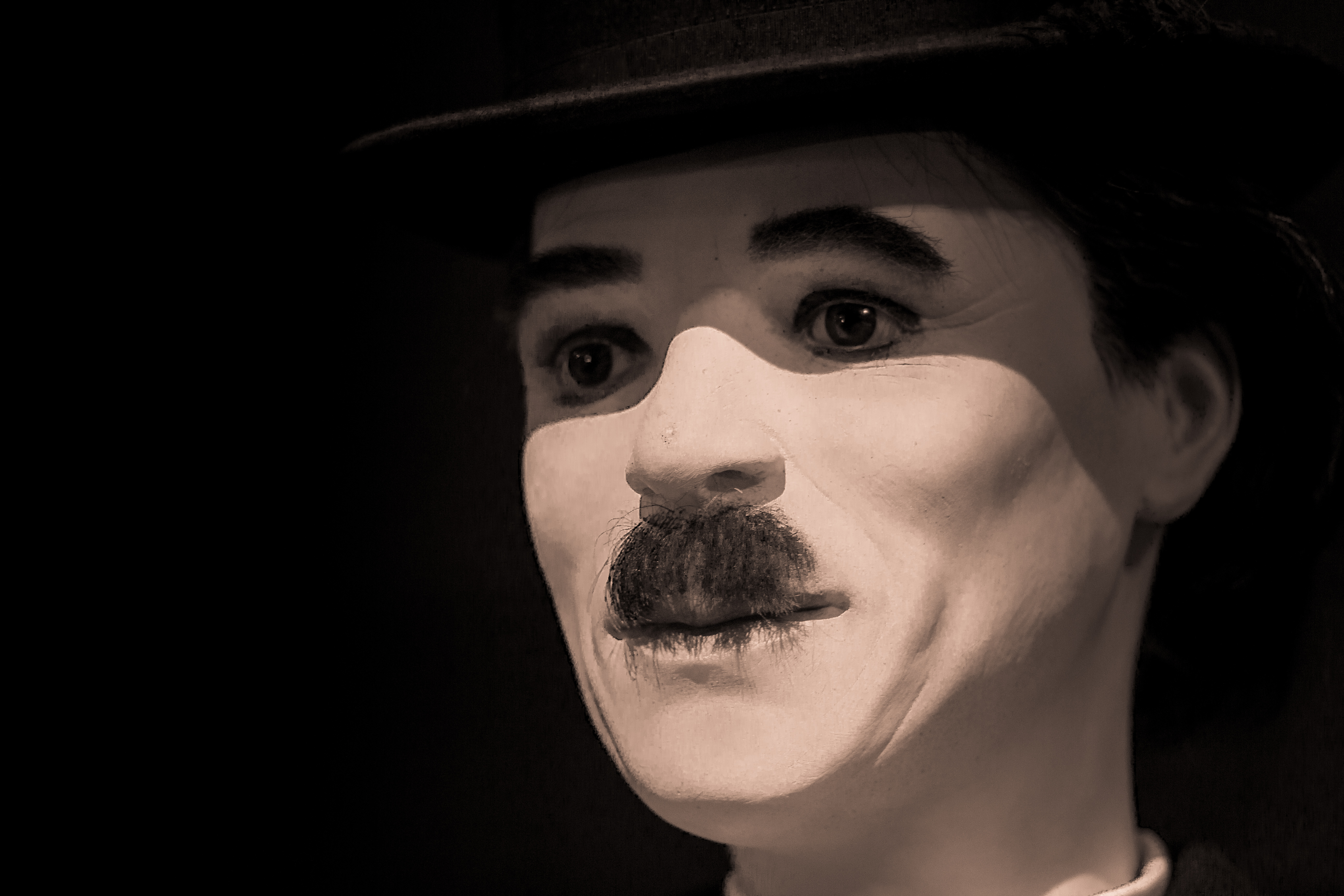
Charlie Chaplin viaszfigurája a hamburgi panoptikumban